# Ouvre les yeux (série télévisée)
Pour les articles homonymes, voir Ouvre les yeux.
Ouvre les yeux (Otwórz oczy) est une série télévisée polonaise en six épisodes de 50 minutes, créée d'après le roman Druga szansa de Katarzyna Berenika et réalisée par Anna Jadowska et Adrian Panek, diffusée à partir du 25 août 2021 sur Netflix. 

## Distribution
- Maria Wawreniuk : Julia
- Ignacy Liss : Adam
- Marta Nieradkiewicz : Dr. Zofia Morulska
- Marcin Czarnik : Piotr
- Michal Sikorski : Paweł
- Wojciech Dolatowski : Szymon
- Klaudia Koscista : Iza
- Zuzanna Galewicz : Milena
- Sara Celler-Jezierska : Magda
- Martyna Nowakowska : Anielka
- Lukasz Nowicki : voix de Black Cube

## Épisodes
La série compte six épisodes sans titre.